# Pohlia tapintzensis
Pohlia tapintzensis là một loài Rêu trong họ Bryaceae. Loài này được (Besch.) Redf. & B.C. Tan miêu tả khoa học đầu tiên năm 1995.